# 진짜진짜
진짜진짜는 농심에서 생산하는 라면으로 2013년 4월 18일에 출시되었다.